# Catamecia jordana
Catamecia jordana är en fjärilsart som beskrevs av Otto Staudinger 1897. Catamecia jordana ingår i släktet Catamecia och familjen nattflyn. Inga underarter finns listade i Catalogue of Life.